# Mavis Chirandu
Mavis Chirandu (15 de janeiro de 1995) é uma futebolista zimbabuense que atua como meia. 

## Carreira
Mavis Chirandu fez parte do elenco da Seleção Zimbabuana de Futebol Feminino, nas Olimpíadas de 2016. 